# Lourdes Portillo
Lourdes Portillo (Chihuahua, 11 de noviembre de 1943 - San Francisco, California; 20 de abril de 2024) fue una escritora, directora y productora mexicana, conocida por sus documentales Las madres de Plaza de Mayo, El diablo nunca duerme, Señorita extraviada y Después del terremoto. Sus trabajos se enfocaron en América Latina e inmigrantes latinos en los Estados Unidos, y la temática de sus películas, tanto como directora como guionista, es sobre experiencias latinoamericanas, mexicanas y chicanas, así como sobre temas de justicia social.

## Biografía
Portillo nació en México y se crio en Los Ángeles, California. Estuvo expuesta a la realización de documentales mientras trabajaba para una compañía cinematográfica educativa en Los Ángeles. Fue aprendiz de la Asociación Nacional de Ingenieros y Técnicos de Transmisión en San Francisco y se graduó con un MFA del San Francisco Art Institute en 1985.
Posteriormente, inició su carrera como productora y directora de películas. Las perspectivas políticas de sus películas han sido descritas como "matizadas" y versadas con un punto de vista equilibrado por su experiencia como lesbiana y mujer chicana.
Formó parte del equipo de producción de Xochitl Productions, que busca "informar a la población en general a través de variados esfuerzos que desafían las narrativas dominantes".
Portillo falleció a los 80 años el 20 de abril del 2024 en su casa en San Francisco, Estados Unidos, debido a un cáncer de páncreas diagnosticado meses antes.

## Carrera
En una entrevista realizada en 2019, Portillo declaró que comenzó a realizar documentales de denuncia social durante finales de los años 70 e inicios de los 80, época en la que había dictaduras y gobiernos militares en distintos países latinoamericanos y se organizaban grupos de solidaridad a través del cine, música, poesía y literatura.
Su debut cinematográfico Después del Terremoto se centra en la experiencia de un refugiado nicaragüense del terremoto de Managua de 1972 en San Francisco. Le siguió Las Madres de Plaza de Mayo, una coproducción de 1986 con la directora argentina Susana Blaustein Muñoz que documentó las acciones de Madres de Plaza de Mayo, un grupo de mujeres argentinas que se reúnen semanalmente en la Plaza de Mayo de Buenos. Aires para recordar a sus hijos que fueron asesinados o desaparecidos por el régimen militar. Las Madres recibió una nominación al premio Óscar en 1987 como Mejor Documental.
Con el documental Señorita Extraviada (2001) se enfocó en la desaparición y muerte de mujeres jóvenes en Ciudad Juárez. Por esta obra, recibió el Premio Especial del Jurado en el Festival de Cine de Sundance, Mejor Documental en el Festival Internacional de Cine de La Habana, Premio Néstor Almendros en el Festival de Cine de Human Rights Watch, y un Ariel.
Si bien la mayor parte de su trabajo pertenece al género del cine documental, creó video instalaciones y guiones cinematográficos. Sus películas han sido ampliamente estudiadas y analizadas, particularmente por académicos en el campo de los estudios chicanos. Otras películas han incluido las celebraciones del Día de Muertos, Selena, los homicidios femeninos en Ciudad Juárez y el sida (cortometraje A veces se me entumecen los pies). Realizó colaboraciones con la compañía de comedia chicana Culture Clash en dos producciones: Columbus on Trial y Culture Clash: Mission Magic Mystery Tour. También colaboró con San Francisco Mime Troupe .
La obra de Portillo está influenciada por el cine radical, centrado en la combinación de arte y política.

## Filmografía
| Año  | Título                                  | Notas                |
| ---- | --------------------------------------- | -------------------- |
| 2020 | State of Grace                          | Cortometraje animado |
| 2014 | My McQueen                              | Cortometraje         |
| 2008 | Al más allá                             | Cortometraje         |
| 2001 | Señorita extraviada                     |                      |
| 1999 | Corpus: Una película casera para Selena |                      |
| 1996 | Sometimes my feet go numb               | Cortometraje         |
| 1995 | Positive: Life with HIV                 |                      |
| 1994 | El diablo nunca duerme                  |                      |
| 1989 | La Ofrenda: Los días de los muertos     |                      |
| 1985 | Las madres de Plaza de Mayo             |                      |
| 1979 | Después del terremoto                   | Cortometraje         |

## Premios y distinciones
Premios Óscar
| Año  | Categoría              | Película                                 | Resultado |
| ---- | ---------------------- | ---------------------------------------- | --------- |
| 1986 | Mejor documental largo | Las Madres: The Mothers of Plaza de Mayo | Nominada  |

Portillo y sus películas han ganado numerosos premios, principalmente de festivales de cine regionales. Premios seleccionados:
- Las Madres de Plaza de Mayo (1986)

- Nominación al Emmy, Nuevo y documental, 1986, Academia Nacional de Artes y Ciencias de la Televisión
- Premio especial del jurado, Festival de cine de Sundance, 1986, Park City, UT
- Gran Prix Ex-Aquo, Certamen Internacional de Cine Documental y Corto Metrage, 1986, Bilbao, España
- Premio Coral, Largometraje Documental, Festival Internacional de Cine Latinoamericano, La Habana, Cuba
- Blue Ribbon, American Film and Video Festival, Nueva York, NY
- Segundo lugar en Documental, Festival de Cine de Sídney, Sídney, Australia
- Premio Golden Gate, Festival Internacional de Cine de San Francisco, San Francisco, CA
- La Ofrenda: Los días de los muertos (1988)

- Blue Ribbon, Festival de Cine y Video Americano, 1990
- Logro cinematográfico excepcional, Mejor de su categoría, Película documental, Festival Nacional de Cine y Video Latino, 1991, Nueva York NY
- Mejor largometraje documental, Festival de Cine de Atenas, 1989, Atenas, OH
- Vida (1989)

- Cine Golden Eagle, 1990
- Mención especial, San Antonio CineFestival, 1990, San Antonio, TX
- Colón en juicio (1992)

- Mejor video, segundo lugar, Tercer Festival Anual de Cine y Video de Artista Visual, 1993, San José, CA
- Mención de honor en estudios de nativos americanos, American Film and Video Association, Illinois
- Bienal del Whitney Museum 1993, Nueva York, Nueva York
- Espejos del corazón (1993)

- Silver Hugo, Festival de Cine de Chicago, 1994, Chicago, IL
- Silver Apple, Festival Nacional de Cine y Video Educativos, 1994, Berkeley, CA
- El diablo nunca duerme (1994)

- Los cinco mejores documentales del año, Asociación de documentales independientes, 1996, Hollywood, CA
- Premio Golden Gate, Festival Internacional de Cine de San Francisco, 1995, San Francisco, CA
- Mejor documental, San Antonio CineFestival, 1995, San Antonio, TX
- Mejor Documental, Mostra International de Filmes de Dones, 1995, Barcelona, España
- Nuevos directores / nuevas películas, The Film Society of Lincoln Center y el Museo de Arte Moderno, Nueva York, 1995, ciudad de Nueva York
- Corpus: Una película casera para Selena (1999)

- Golden Spire, Festival Internacional de Cine de San Francisco, 1999, San Francisco, CA
- Premio Herb Alpert en las artes, 1999[20]

- Señorita extraviada (2001)

- Premio especial del jurado en el Festival de Cine de Sundance
- Mejor Documental en el Festival Internacional de Cine de La Habana, Premio Néstor Almendros en el Festival de Cine de Human Rights Watch
- el Ariel, Premio de la Academia Mexicana de Cine
- Premio Anonymous Was A Woman, 2016[21]